# クライテリオン・コレクション
クライテリオン・コレクション社（英: The Criterion Collection, Inc.）は、アメリカ合衆国の映像ソフトメーカーである。通称は「クライテリオン社」。
主に歴史的に重要な映画のディスクを販売し、ライセンス供与、修復、配給に重点を置いている。

## 解説
1984年に設立。アメリカ合衆国を拠点にするソフトメーカーで、制作国やジャンルにこだわらず、多岐にわたる「名作」と呼ばれる映画のディスクを販売している。
フィルムで製作された古典作品は自社で徹底的なリマスターを行っており、学術的エッセイや解説など特典映像の収録も充実させるなど、非常に質の高いパッケージを販売することで知られる。また、家庭用ビデオのリリースにおける特定の側面の標準化に貢献してきた。
日本での展開は行っていない。だが国内メーカーが販売するソフトより質が高く、加えて基本的にDVDやブルーレイは日本よりも海外のほうが安いことから、クライテリオンの輸入盤ソフトは国内でも人気があるという。なお、同社からは黒澤明や小津安二郎の監督作品など、日本映画は50作品程がブルーレイで発売されており、国内のメーカーが発売するソフトに同社の映像素材や特典が流用されることもある。業界内でもクライテリオンのファンは多く、『七人の侍』4Kリマスター版のパッケージ化を担当したスタッフは制作の際にクライテリオン盤ブルーレイをオペレーターに見せて「これを超えてくれ」と指示を出したという。
これまでにVHS、ベータマックス、レーザーディスク、DVD、ブルーレイ、Ultra HD Blu-rayと時代に合わせた各フォーマットで、ボックスセットを含め1000以上の作品のソフトを制作・配給している。また、これらの映画とその特典は、同社が運営するオンラインストリーミングサービスを通じて入手することができる。日本では、規格が異なるDVDソフトは再生が困難だが、同一規格のブルーレイは再生が容易である。

## 主なリリース作品

### 日本映画

#### 黒澤明監督作
- 生きる
- 隠し砦の三悪人
- 影武者
- 蜘蛛巣城
- 七人の侍
- 椿三十郎
- 天国と地獄
- 夢
- 用心棒
- 羅生門

#### 小津安二郎監督作
- お茶漬の味
- お早よう
- 秋刀魚の味
- 晩春
- 東京物語

#### 溝口健二監督作
- 雨月物語
- 西鶴一代女
- 残菊物語
- 山椒大夫
- 近松物語

#### 大島渚監督作
- 愛のコリーダ
- 絞死刑
- 戦場のメリークリスマス

#### 市川崑監督作
- 東京オリンピック
- 細雪
- 雪之丞変化 (1963)

#### 小林正樹督作
- 怪談
- 切腹
- 人間の條件

#### 新藤兼人監督作
- 鬼婆
- 裸の島
- 藪の中の黒猫

#### 鈴木清順監督作
- 殺しの烙印
- 東京流れ者

#### 勅使河原宏監督作
- アントニー・ガウディー
- 砂の女

#### 是枝裕和監督作
- 歩いても歩いても
- ワンダフルライフ

#### 伊丹十三督作
- お葬式
- タンポポ

#### その他
- 楢山節考 (1958)
- 修羅雪姫 (1973)
- 地獄門
- ゴジラ (1954)
  - 同作から『メカゴジラの逆襲』までの15作を収録したセットも発売
- HOUSE ハウス
- めめめのくらげ
- ライク・サムワン・イン・ラブ
- 子連れ狼シリーズ
- ミシマ:ア・ライフ・イン・フォー・チャプターズ
- 乾いた花
- 宮本武蔵三部作
  - 宮本武蔵
  - 続宮本武蔵 一乗寺の決斗
  - 宮本武蔵 完結篇 決闘巌流島
- 大菩薩峠 (1966)
- 三匹の侍
- 復讐するは我にあり
- ドライブ・マイ・カー
- CURE
- 座頭市シリーズ
  - 『新座頭市物語 笠間の血祭り』までの25作を収録

### 海外映画
- 市民ケーン
- ポケットいっぱいの涙 メナス II ソサエティ
- ピアノ・レッスン
- マルホランド・ドライブ
- 赤い靴
- ビートルズがやって来るヤァ!ヤァ!ヤァ! (ハード・デイズ・ナイト)
- 大脱走
- ウォーリー